# Contea di Knox (Illinois)
La contea di Knox (in inglese Knox County) è una contea dello Stato dell'Illinois, negli Stati Uniti. La popolazione al censimento del 2000 era di 55 836 abitanti. Il capoluogo di contea è Galesburg.